# Harangvirág

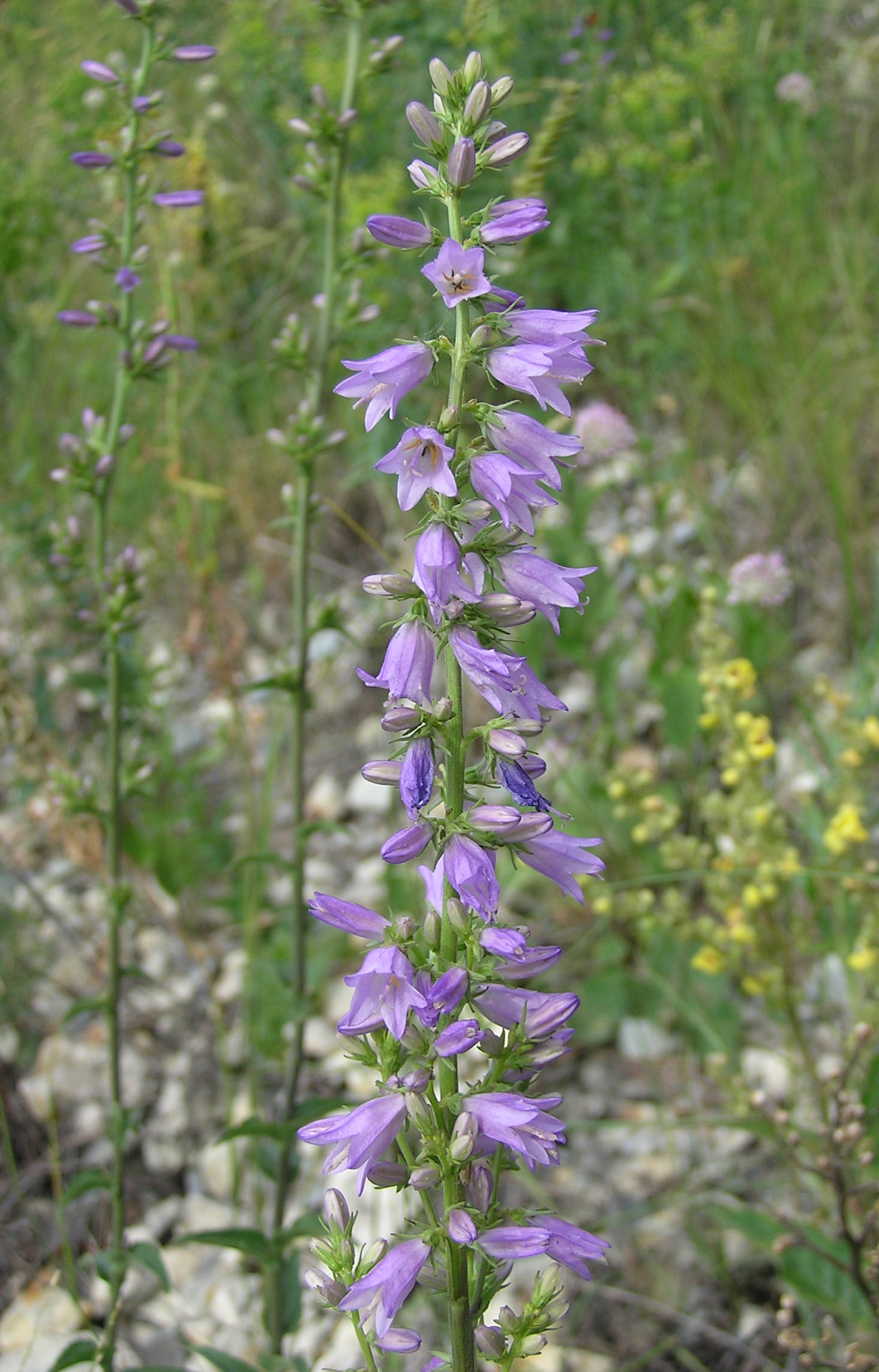
Campanula bononiensis

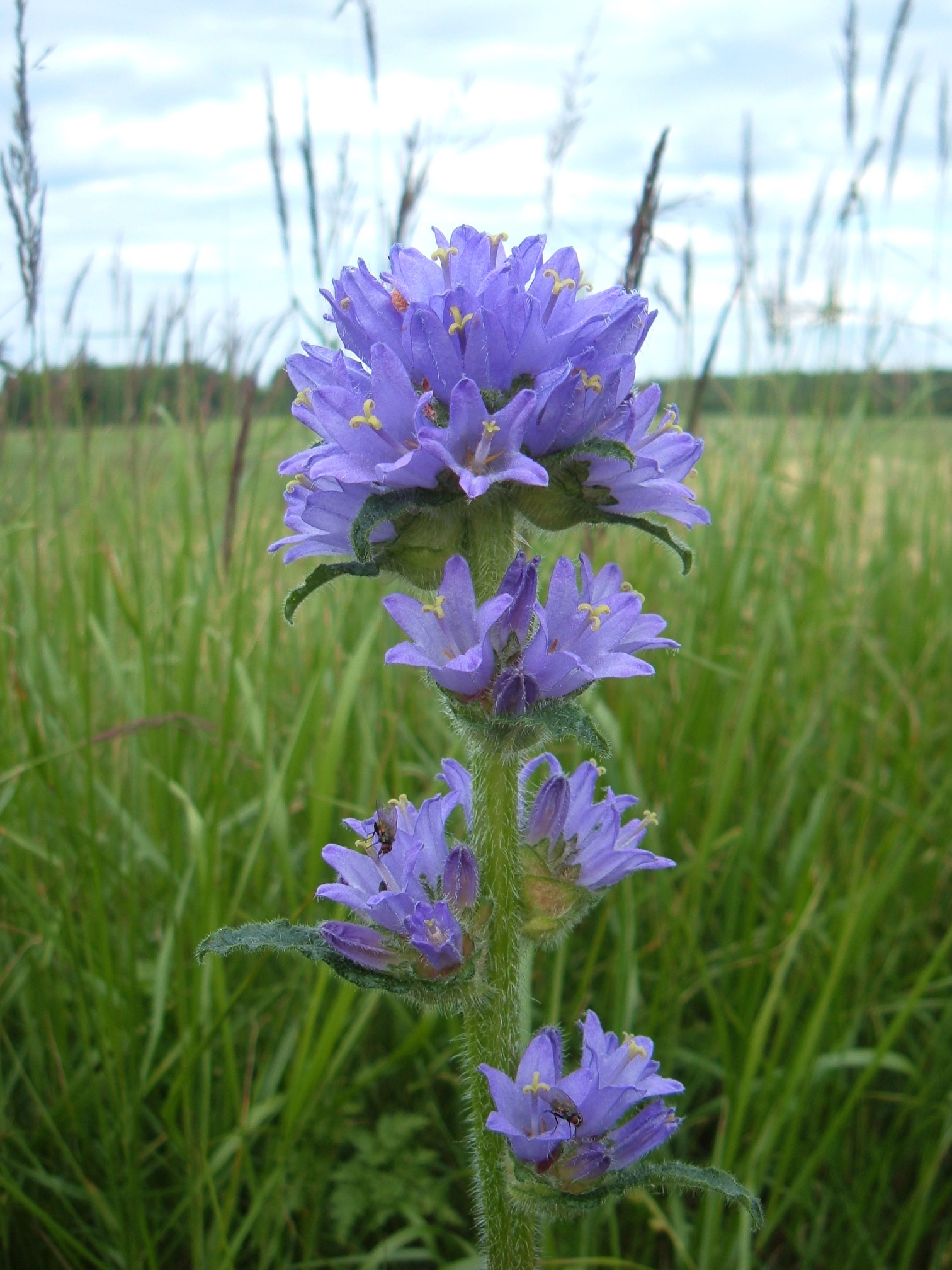
Campanula cervicaria

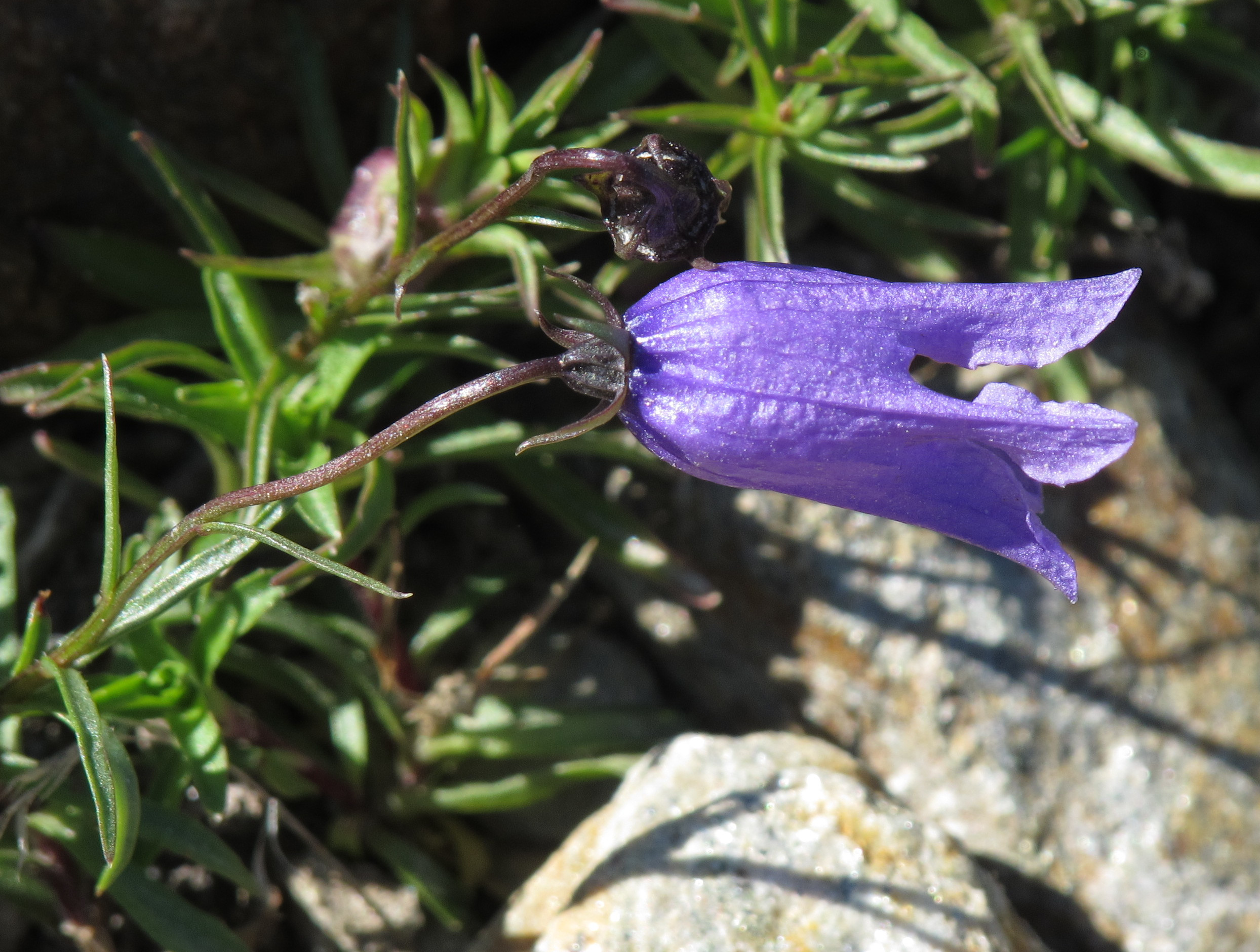
Campanula excisa

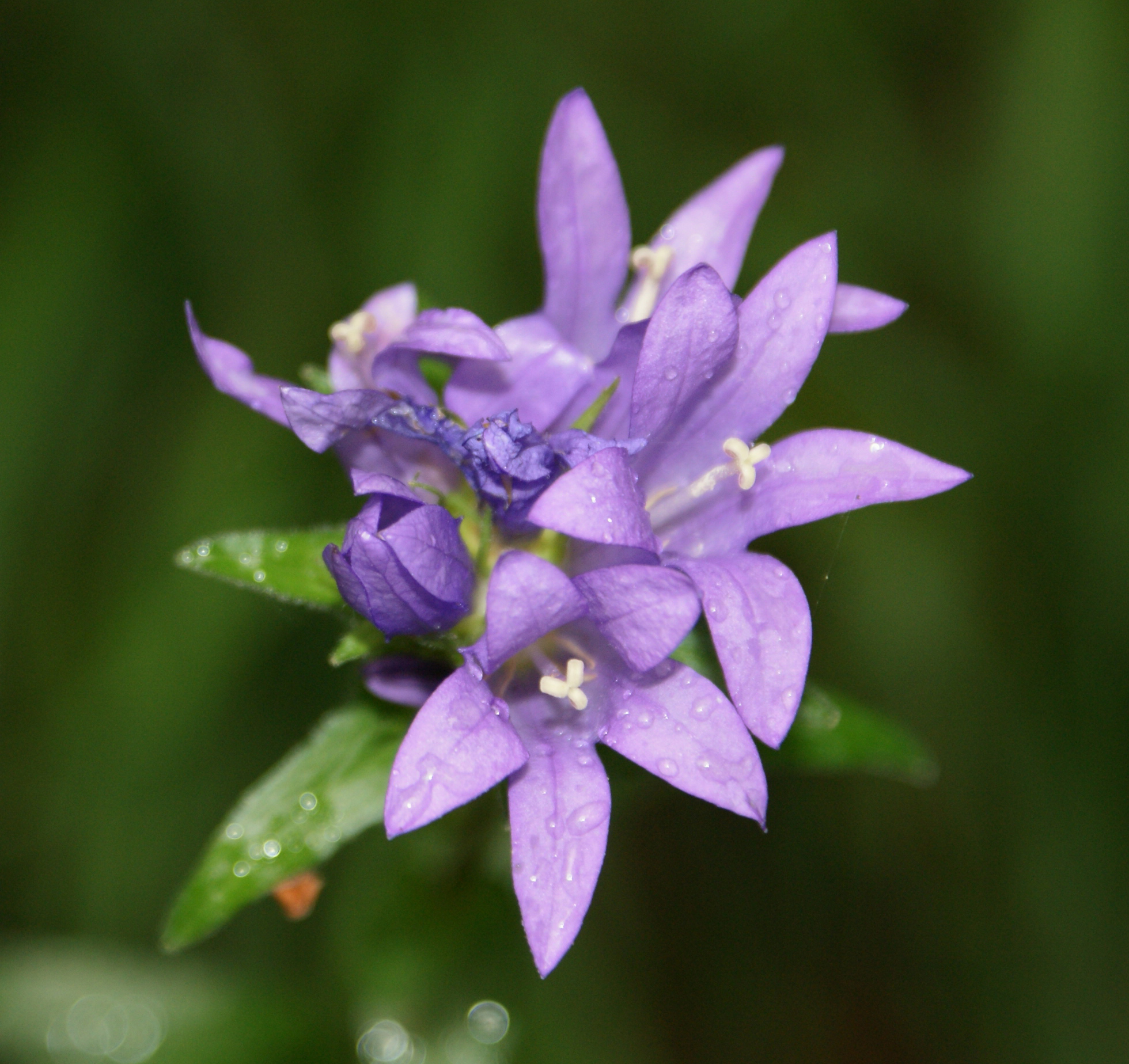
Campanula glomerata

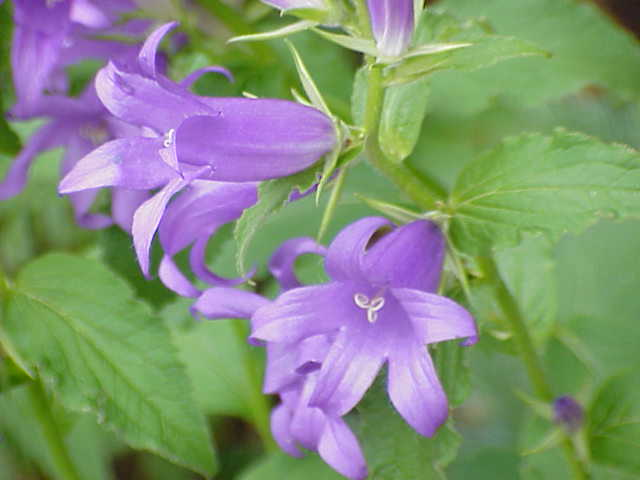
Campanula latifolia

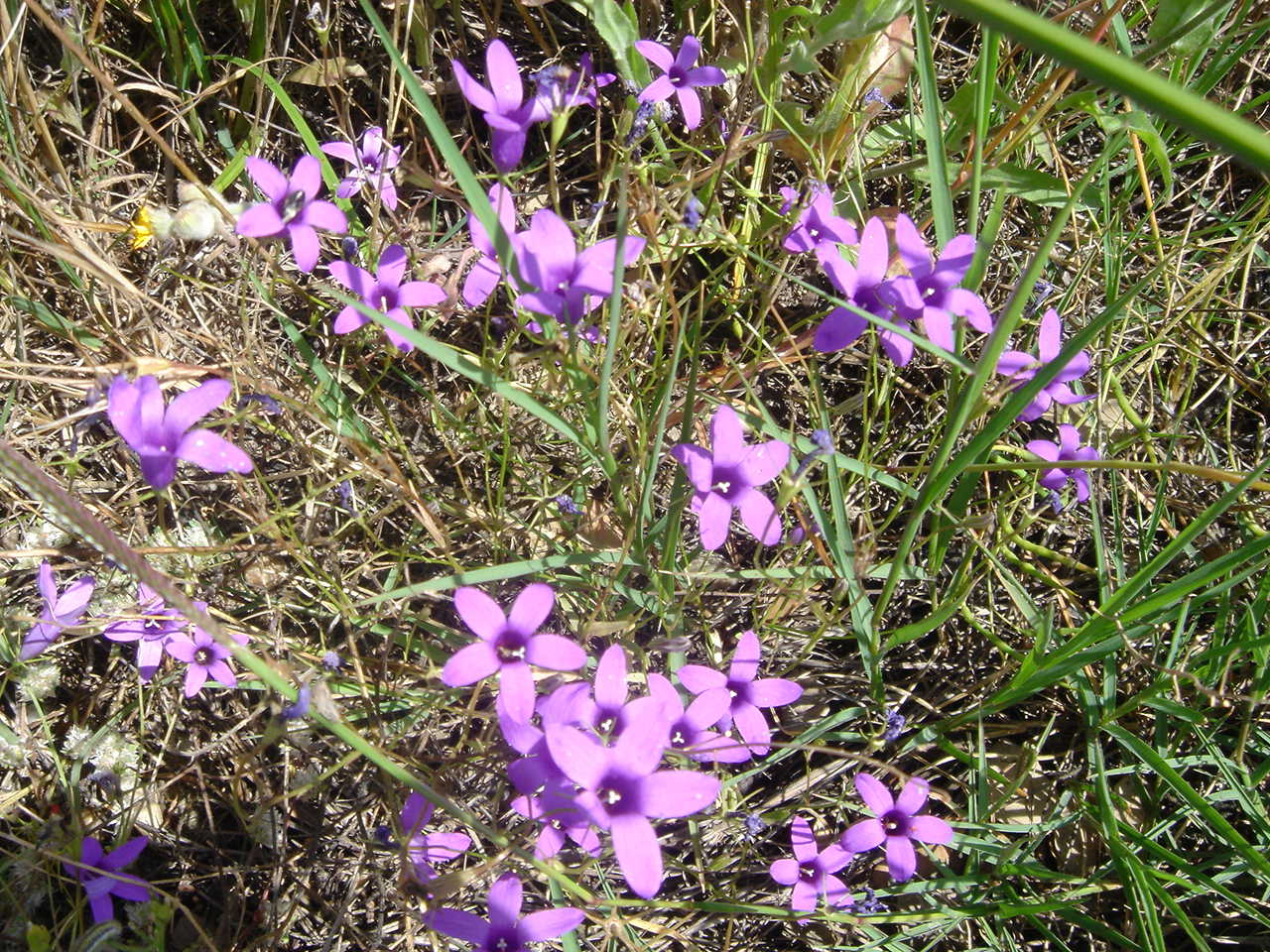
Campanula lusitanica

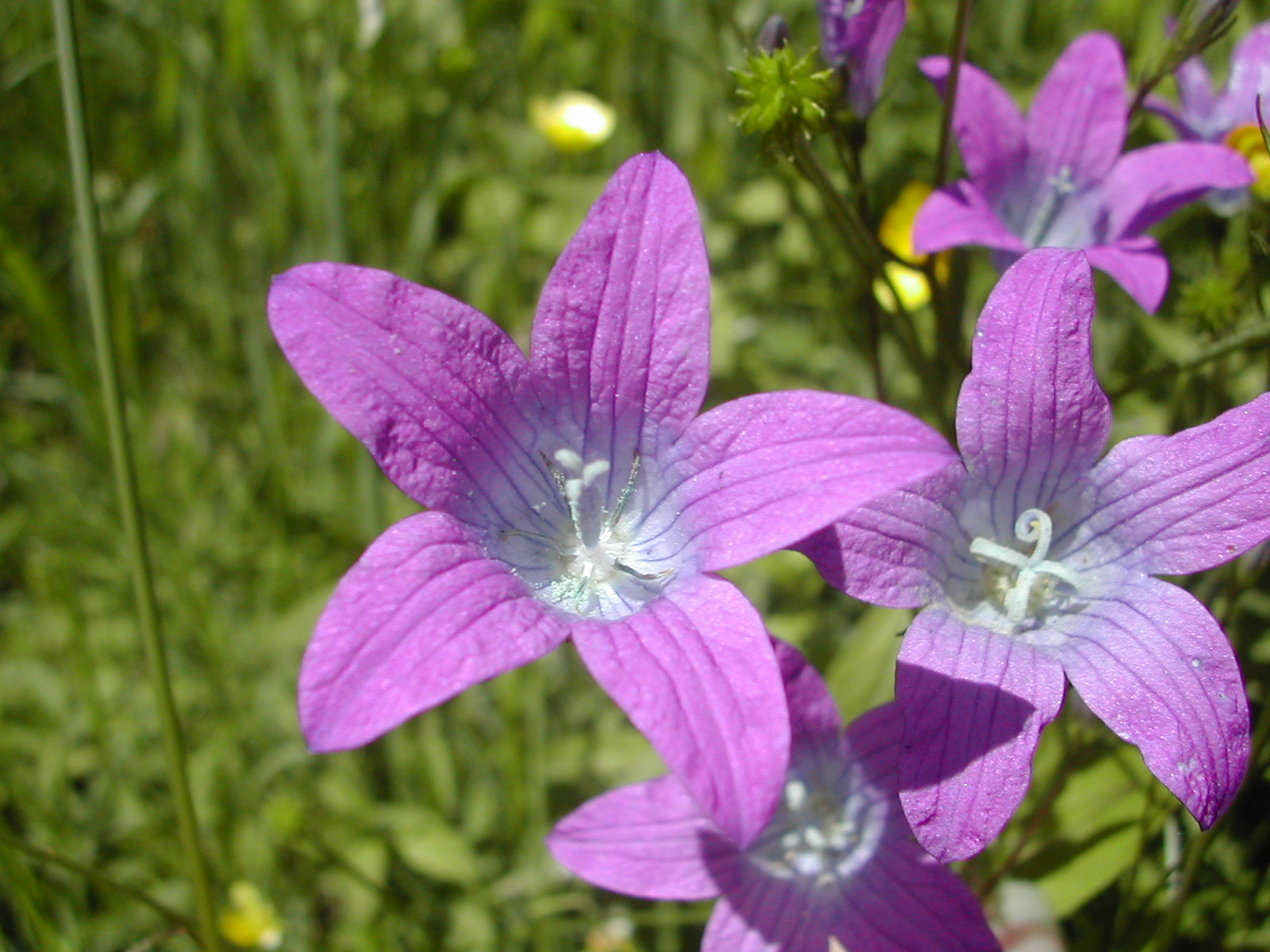
Campanula patula

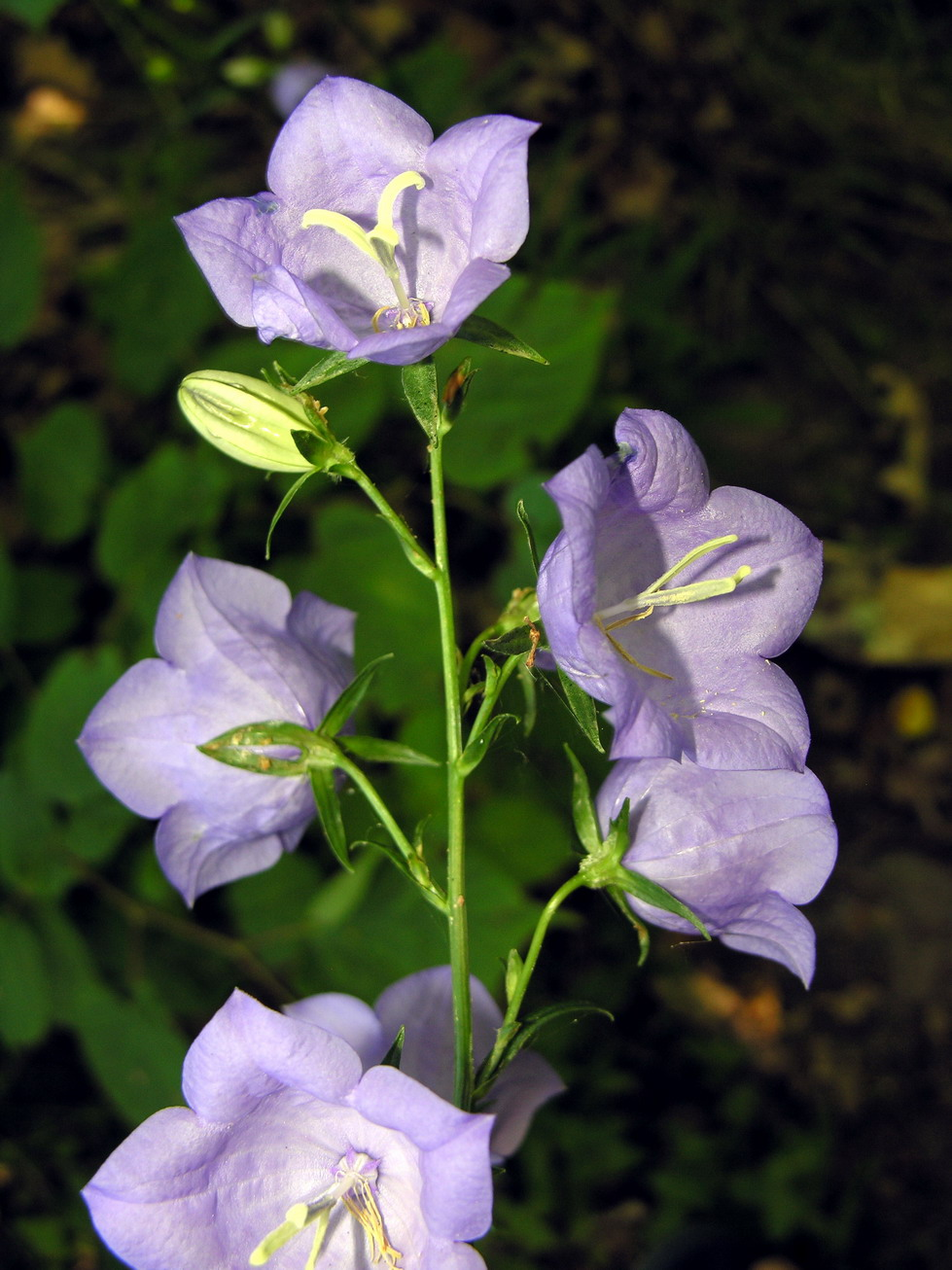
Campanula persicifolia

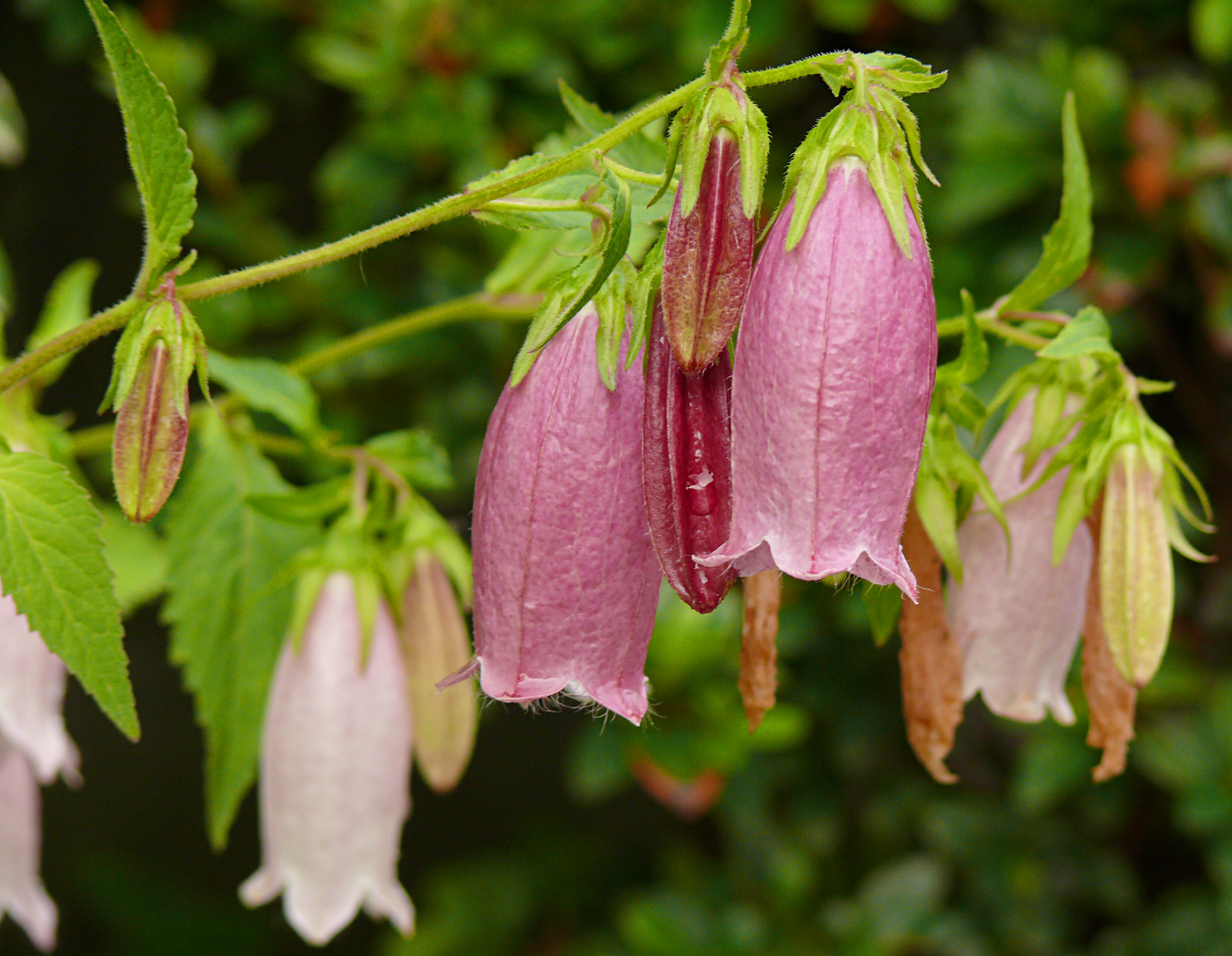
Campanula punctata

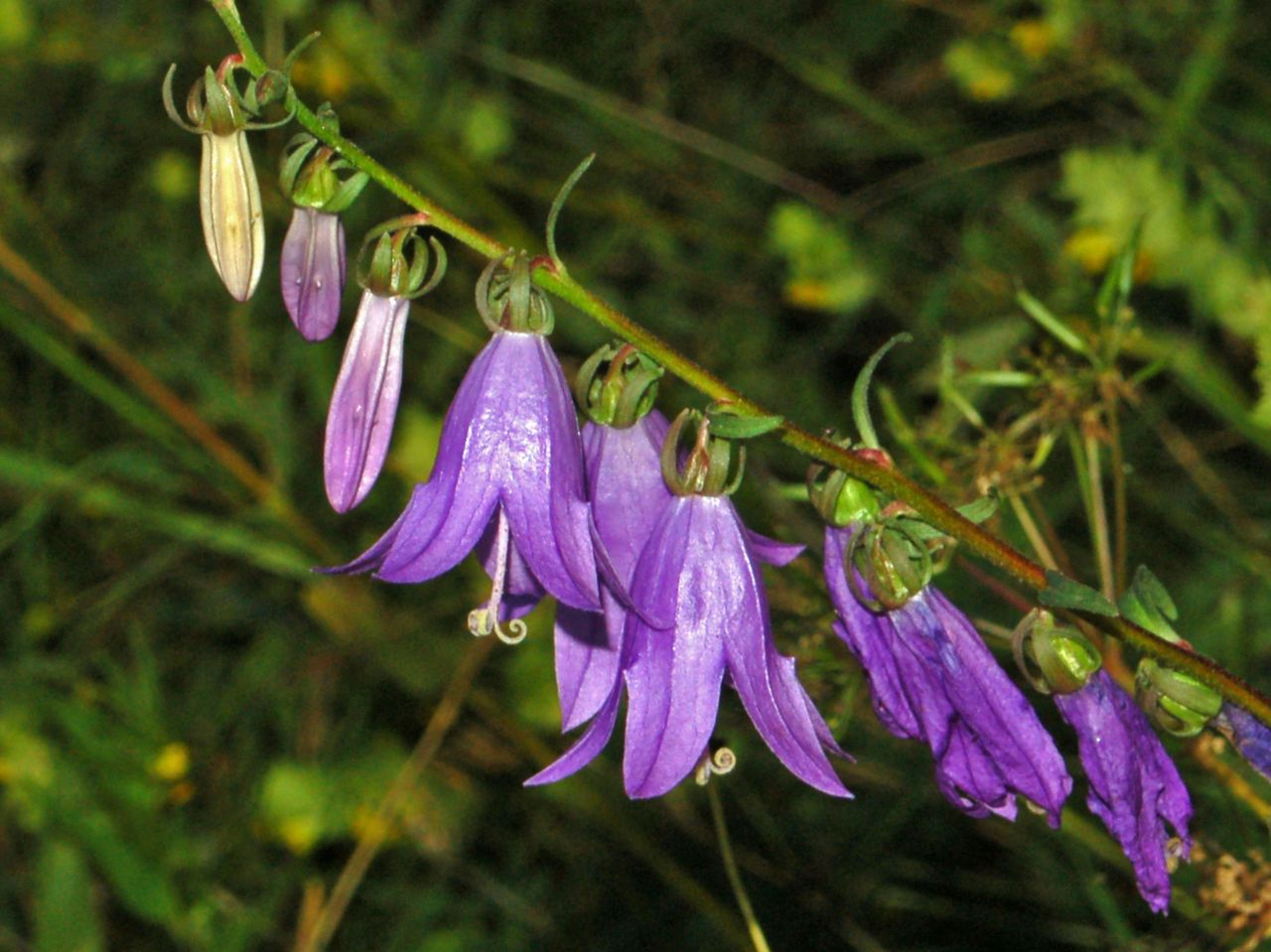
Campanula rapunculoides

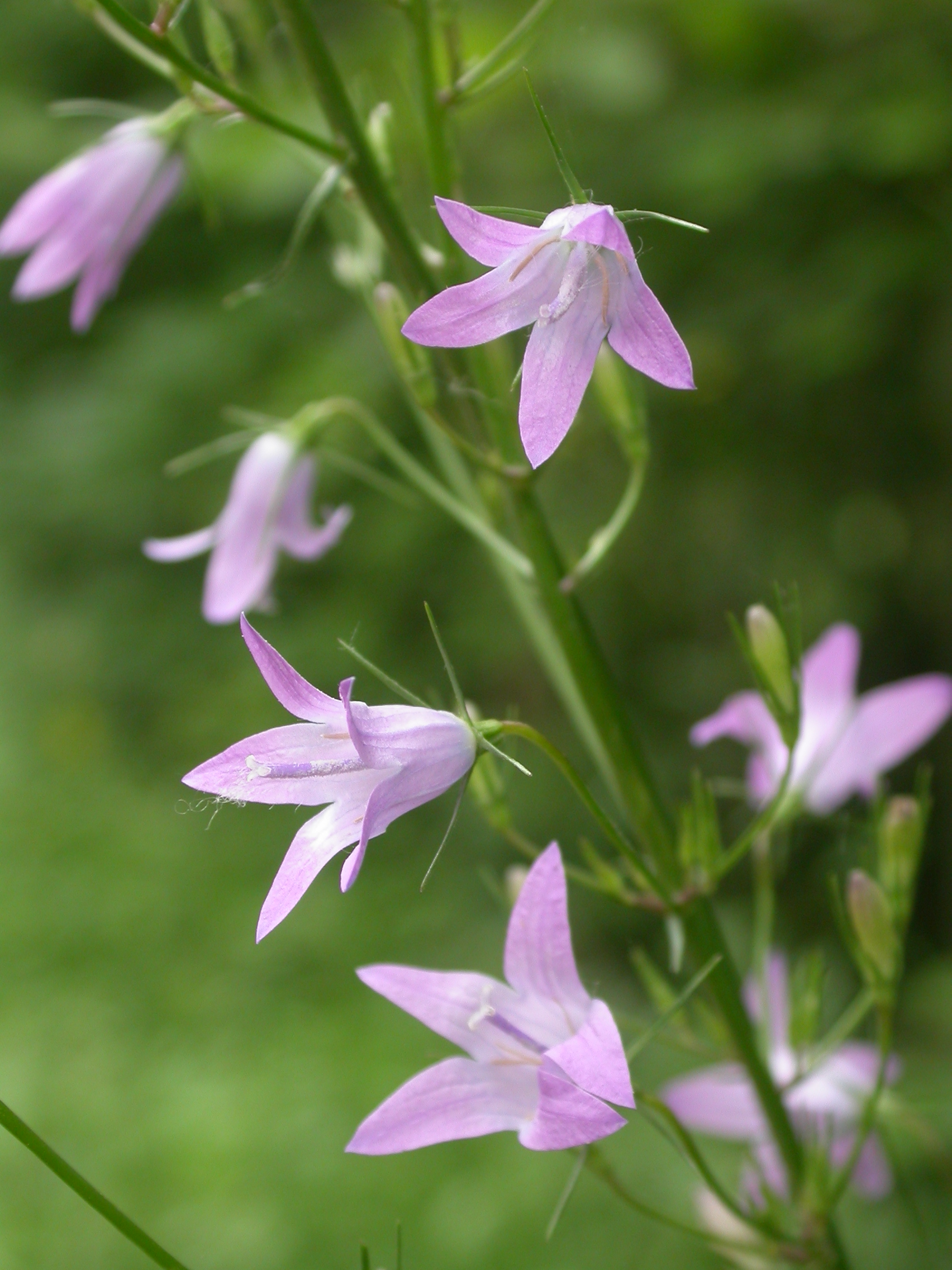
Campanula rapunculus

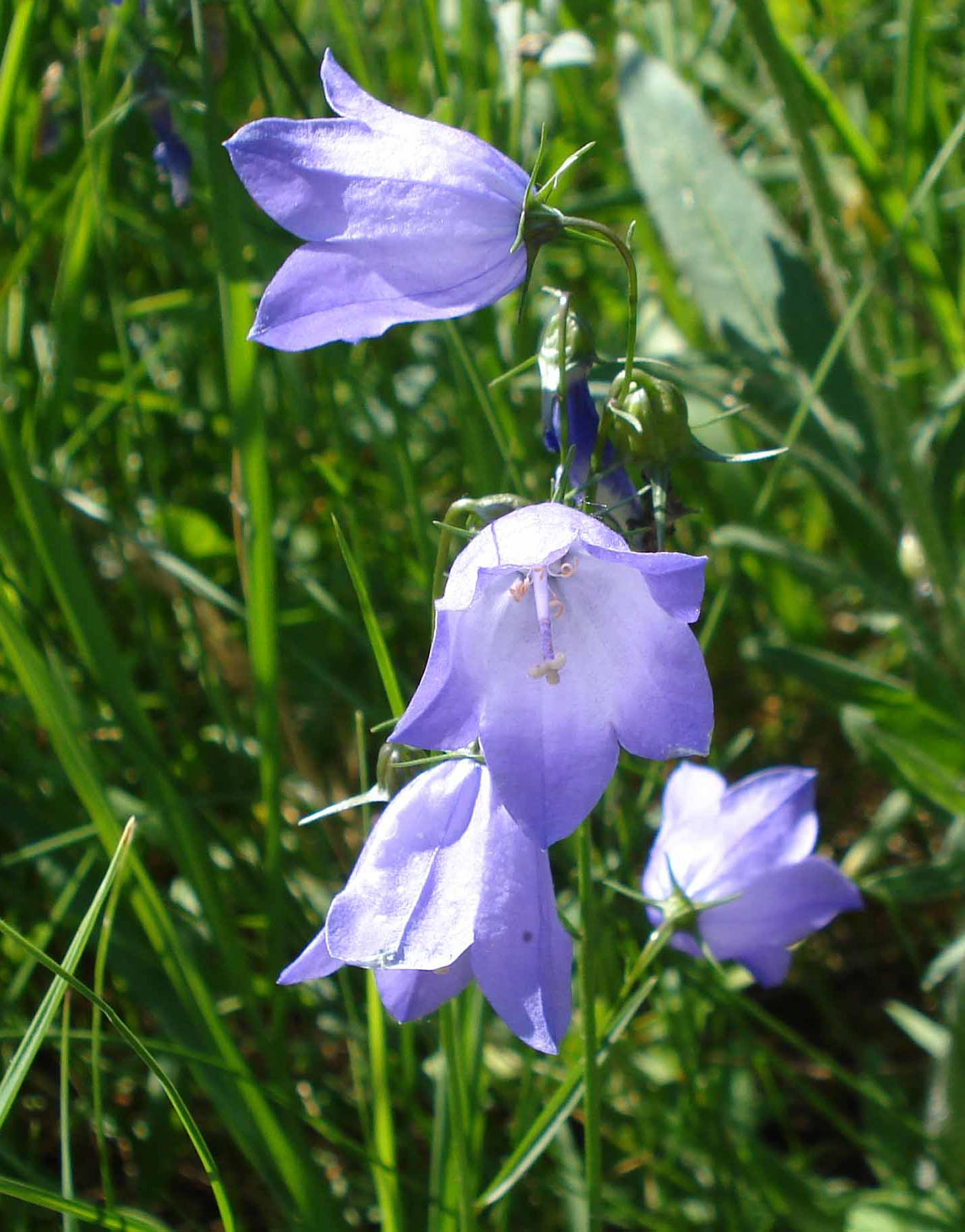
Campanula rotundifolia

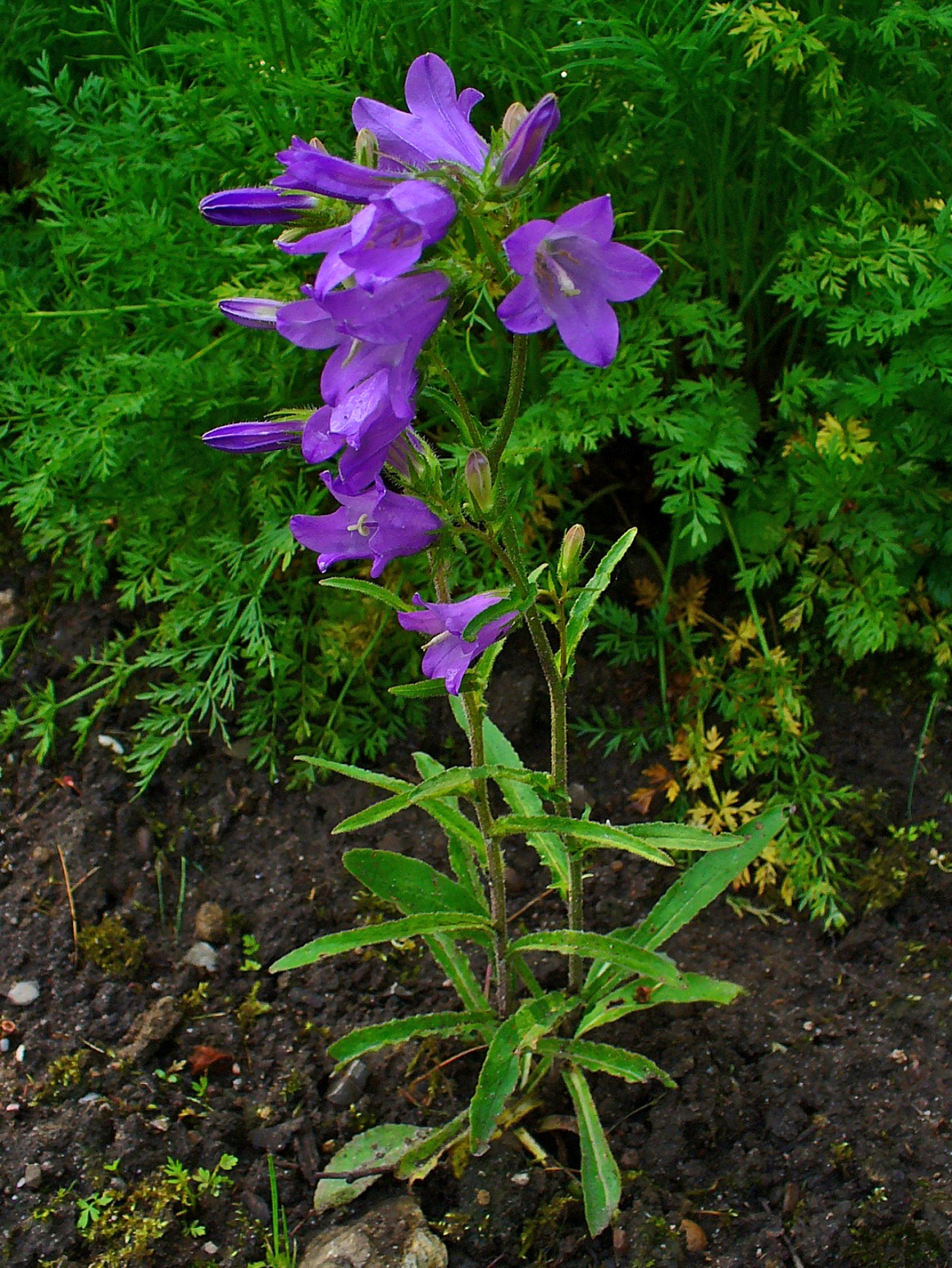
Campanula sibirica

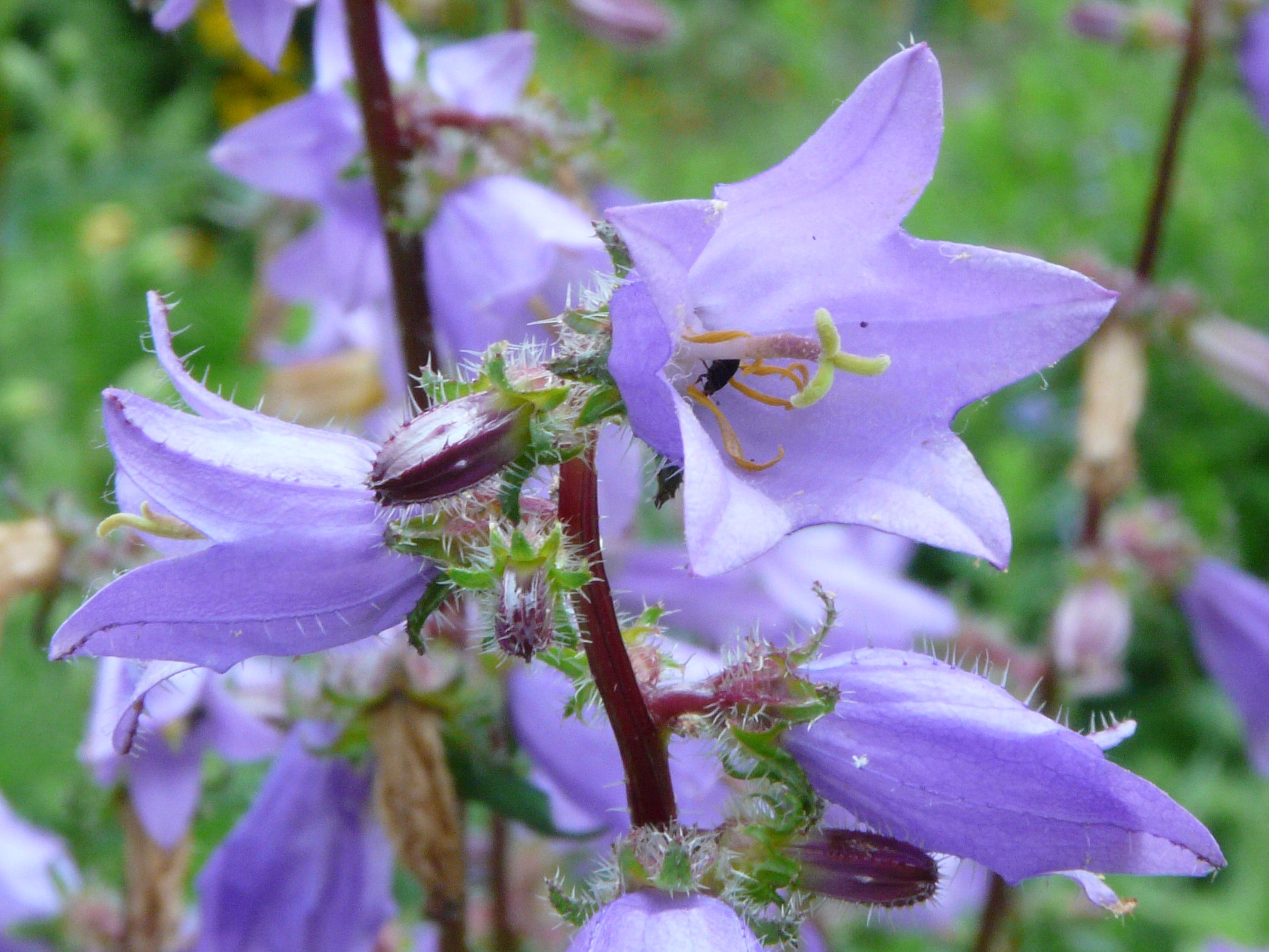
Campanula trachelium

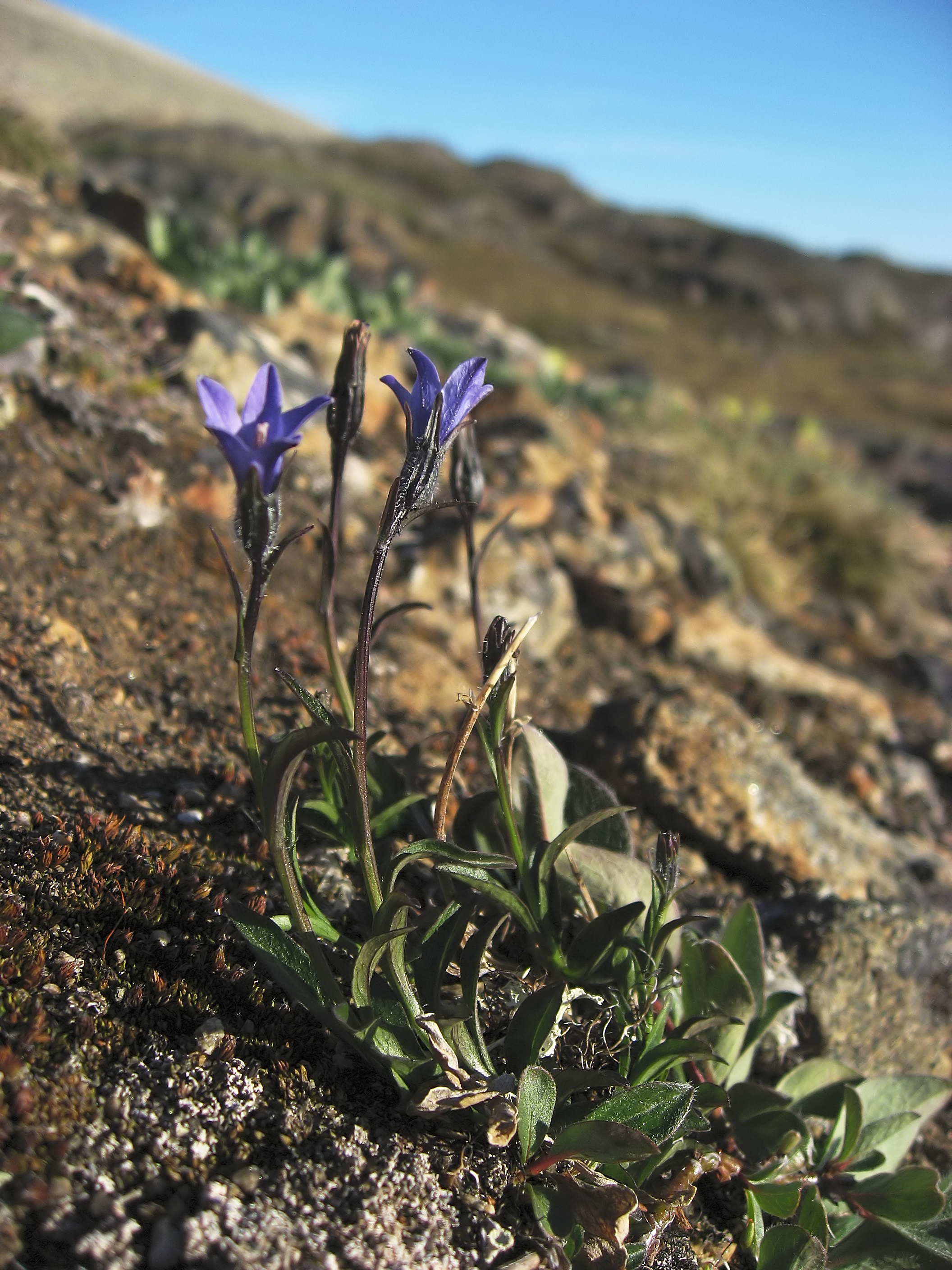
Campanula uniflora

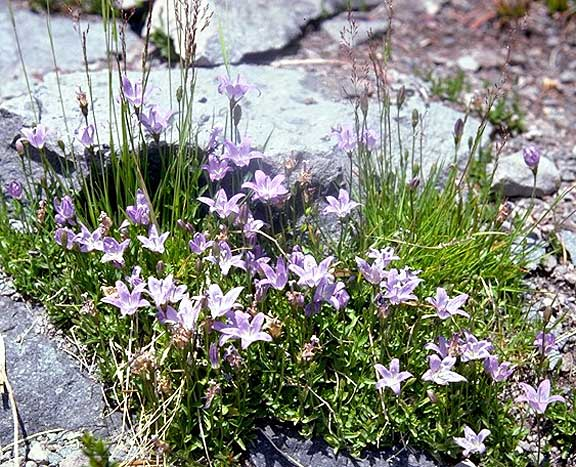
Campanula wilkinsiana

A harangvirág (Campanula) a fészkesvirágzatúak (Asterales) rendjébe, ezen belül a harangvirágfélék (Campanulaceae) családjába tartozó nemzetség.

## Tudnivalók
A harangvirág-fajok, mint ahogy nevük is mondja, harangalakú virágokkal rendelkeznek. A nemzetség tudományos neve Campanula, amely a latin nyelvből származik, „kis harangot” jelent.
A nemzetségbe tartozó növények az északi félgömb mérsékelt övében találhatók meg, főleg a Földközi-tenger térsége és a Kaukázus közötti területeken.
A harangvirágok nemzetségében egyaránt vannak egyéves, kétéves és évelő növények is. Sokféle élőhelyen fellelhetők, például: tundrákon, füves pusztákon, erdőben és magas hegyekben is. A sarki és hegységi fajok általában 5 centiméter, vagy ennél alacsonyabb növésűek, míg a mezei fajok akár 2 méter magasra is megnőhetnek.

## Rendszerezés

### Magyarországonőshonos fajok
- Olasz harangvirág (C. bononiensis)
- Halvány harangvirág (C. cervicaria)
- Csomós harangvirág (C. glomerata)
- Széleslevelű harangvirág (C. latifolia)
- Hosszúfüzérű harangvirág (C. macrostachya)
- Terebélyes harangvirág (C. patula)
- Baracklevelű harangvirág (C. persicifolia)
- Kányaharangvirág (C. rapunculoides)
- Répagyökerű vagy raponcharangvirág (C. rapunculus)
- Kereklevelű harangvirág (C. rotundifolia)
- Pongyola harangvirág (C. sibirica)
- Csalánlevelű harangvirág (C. trachelium)

### Összes faj
A nemzetségbe az alábbi 425 faj és hibrid tartozik:
- Campanula acutiloba Vatke
- Campanula afganica Pomel
- Campanula afra Cav.
- Campanula aghrica Kit Tan & Sorger
- Campanula aizoides Zaffran ex Greuter
- Campanula aizoon Boiss. & Spruner
- Campanula akguelii Altan
- Campanula akhdarensis A.G.Mill. & Whitc.
- Campanula alaskana (A.Gray) W.Wight ex J.P.Anderson
- Campanula alata Desf.
- Campanula albanica Witasek
- Campanula aldanensis Fed. & Karav.
- Campanula alliariifolia Willd.
- Campanula alpestris All.
- Campanula alphonsii Wall. ex A.DC.
- Campanula alpina Jacq.
- Campanula alsinoides Hook.f. & Thomson
- Campanula amasia Post
- Campanula americana L.
- Campanula amorgina Rech.f.
- Campanula anchusiflora Sm.
- Campanula andina Rupr.
- Campanula andrewsii A.DC.
- Campanula angustiflora Eastw.
- Campanula antalyensis Ayasligil & Kit Tan
- Campanula antilibanotica (P.H.Davis) Greuter & Burdet
- Campanula aparinoides Pursh
- Campanula argaea Boiss. & Balansa
- Campanula argentea Lam.
- Campanula argyrotricha Wall. ex A.DC.
- Campanula ariana Podlech
- Campanula aristata Wall.
- Campanula armena Steven
- Campanula arvatica Lag.
- Campanula asperuloides (Boiss. & Orph.) Harms
- Campanula atlantis Gattef. Maire & Weiller
- Campanula aurita Greene
- Campanula austroxinjiangensis Y.K.Yang, J.K.Wu & J.Z.Li
- Campanula autraniana Albov
- Campanula axillaris Boiss. & Balansa
- Campanula baborensis Quézel
- Campanula balfourii J.Wagner & Vierh.
- Campanula barbata L.
- Campanula baumgartenii Becker
- Campanula bayerniana Rupr.
- Campanula bechiana Hayek
- Campanula bellidifolia Adam
- Campanula bertolae Colla
- Campanula betonicifolia Sm.
- Campanula betulifolia K.Koch
- Campanula bipinnatifida P.H.Davis
- Campanula bluemelii Halda
- Campanula bohemica Hruby
- Campanula bononiensis L.
- Campanula bordesiana Maire
- Campanula bornmuelleri Nábelek
- Campanula bravensis (Bolle) A.Chev.
- Campanula buseri Damboldt
- Campanula cabezudoi Cano-Maq. & Talavera
- Campanula calaminthifolia Lam.
- Campanula calcarata Sommier & Levier
- Campanula calcicola W.W.Sm.
- Campanula californica (Kellogg) A.Heller
- Campanula calycialata V.Randjel. & Zlatkovic
- Campanula camptoclada Boiss.
- Campanula cana Wall.
- Campanula candida A.DC.
- Campanula cantabrica Feer
- Campanula carnica Schiede ex Mert. & W.D.J.Koch
- Campanula carpatha Halácsy
- Campanula carpatica Jacq.
- Campanula cashmeriana Royle
- Campanula caucasica M.Bieb.
- Campanula celsii A.DC.
- Campanula cenisia L.
- Campanula cervicaria L.
- Campanula cespitosa Scop.
- Campanula × chevalieri Sennen
- Campanula chinensis D.Y.Hong
- Campanula choruhensis Kit Tan & Sorger
- Campanula chrysosplenifolia Franch.
- Campanula ciliata Steven
- Campanula cochleariifolia Lam.
- Campanula collina Sims
- Campanula columnaris Contandr., Quézel & Zaffran
- Campanula conferta A.DC.
- Campanula constantini Beauverd & Topali
- Campanula coriacea P.H.Davis
- Campanula × cottia Beyer
- Campanula crassipes Heuff.
- Campanula crenulata Franch.
- Campanula cretica (A.DC.) D.Dietr.
- Campanula creutzburgii Greuter
- Campanula crispa Lam.
- Campanula cymaea Phitos
- Campanula cymbalaria Sm.
- Campanula daghestanica Fomin
- Campanula damascena Labill.
- Campanula damboldtiana P.H.Davis & Sorger
- Campanula dasyantha M.Bieb.
- Campanula davisii Turrill
- Campanula decumbens A.DC.
- Campanula delavayi Franch.
- Campanula delicatula Boiss.
- Campanula demirsoyi Kandemir
- Campanula dichotoma L.
- Campanula × digenea F.Wettst.
- Campanula dimorphantha Schweinf.
- Campanula divaricata Michx.
- Campanula dolomitica E.A.Busch
- Campanula drabifolia Sm.
- Campanula dulcis Decne.
- Campanula dzaaku Albov
- Campanula dzyschrica Kolak.
- Campanula edulis Forssk.
- Campanula ekimiana Güner
- Campanula elatines L.
- Campanula elatinoides Moretti
- Campanula embergeri Litard. & Maire
- Campanula engurensis Kharadze
- Campanula erinus L.
- Campanula escalerae Rech.f. & Schiman-Czeika
- Campanula euboica Phitos
- Campanula euclasta Boiss.
- Campanula eugeniae Fed.
- Campanula excisa Schleich. ex Murith
- Campanula exigua Rattan
- Campanula expansa Rudolph
- Campanula fastigiata Dufour ex Schult.
- Campanula fenestrellata Feer
- Campanula ficarioides Timb.-Lagr.
- Campanula filicaulis Durieu
- Campanula flaccidula Vatke
- Campanula floridana S.Watson ex A.Gray
- Campanula foliosa Ten.
- Campanula fonderwisii Albov
- Campanula formanekiana Degen & Dörfl.
- Campanula forsythii (Arcang.) Podlech
- Campanula fragilis Cirillo
- Campanula fritschii Witasek
- Campanula fruticulosa (O.Schwarz & P.H.Davis) Damboldt
- Campanula gansuensis L.C.Wang & D.Y.Hong
- Campanula garganica Ten.
- Campanula gentilis Kovanda
- Campanula gieseckiana Vest ex Roem. & Schult.
- Campanula giesekiana Vest ex Schult.
- Campanula gilliatii Milne-Redh. & Turrill
- Campanula × gisleri Brügger
- Campanula glomerata L.
- Campanula × glomeratiformis Murr ex Dalla-Torre & Sarnth.
- Campanula glomeratoides D.Y.Hong
- Campanula goulimyi Turrill
- Campanula gracillima Podlech
- Campanula grandis Fisch. & C.A.Mey.
- Campanula griffinii Morin
- Campanula grossekii Heuff.
- Campanula guinochetii Quézel
- Campanula hagielia Boiss.
- Campanula haradjanii Rech.f.
- Campanula hawkinsiana Hausskn. & Heldr.
- Campanula hedgei P.H.Davis
- Campanula hercegovina Degen & Fiala
- Campanula hermannii Rech.f.
- Campanula herminii Hoffmanns. & Link
- Campanula heterophylla L.
- Campanula hieracioides Kolak.
- Campanula hierapetrae Rech.f.
- Campanula hierosolymitana Boiss.
- Campanula hispanica Willk.
- Campanula hissarica Kamelin ex Rassulova
- Campanula hofmannii (Pantan.) Greuter & Burdet
- Campanula humillima A.DC.
- Campanula hypopolia Trautv.
- Campanula hystricula Pau
- Campanula iconia Phitos
- Campanula immodesta Lammers
- Campanula incanescens Boiss.
- Campanula incurva Aucher ex A.DC.
- Campanula intercedens Witasek
- Campanula involucrata Aucher ex A.DC.
- Campanula isaurica Contandr., Quézel & Pamukç.
- Campanula × iserana Kovanda
- Campanula isophylla Moretti
- Campanula jacobaea C.Sm. ex Webb
- Campanula jacquinii (Sieber) A.DC.
- Campanula jadvigae Kolak.
- Campanula jaubertiana Timb.-Lagr.
- Campanula jordanovii Ancev & Kovanda
- Campanula jurjurensis (Chabert) Witasek
- Campanula justiniana Witasek
- Campanula kachethica Kantsch.
- Campanula kantschavelii Zagar.
- Campanula karadjana Bocquet
- Campanula kastellorizana Carlström
- Campanula keniensis Thulin
- Campanula kermanica (Rech.f., Aellen & Esfand.) Rech.f.
- Campanula khorasanica (Rech.f. & Aellen) Rech.f.
- Campanula kiharae Kitam.
- Campanula kirikkoleensis A.A.Donamez & Güner
- Campanula kolakovskyi Kharadze
- Campanula kolenatiana C.A.Mey. ex Rupr.
- Campanula komarovii Maleev
- Campanula kotschyana A.DC.
- Campanula koyuncui H.Duman
- Campanula kremeri Boiss. & Reut.
- Campanula laciniata L.
- Campanula lactiflora M.Bieb.
- Campanula lamondiae Rech.f.
- Campanula lanata Friv.
- Campanula lasiocarpa Cham.
- Campanula latifolia L. - típusfaj
- Campanula lavrensis (Tocl & Rohl.) Phitos
- Campanula lazica (Boiss. & Balansa) Kharadze
- Campanula ledebouriana Trautv.
- Campanula lehmanniana Bunge
- Campanula leucantha Gilli
- Campanula leucoclada Boiss.
- Campanula leucosiphon Boiss. & Heldr.
- Campanula lezgina (Alex.) Kolak. & Serdyuk.
- Campanula lingulata Waldst. & Kit.
- Campanula longisepala Podlech
- Campanula longistyla Fomin
- Campanula lourica Boiss.
- Campanula luristanica Freyn
- Campanula lusitanica L.
- Campanula lycica Kit Tan & Sorger
- Campanula lyrata Lam.
- Campanula macrorhiza J.Gay ex A.DC.
- Campanula macrostachya Waldst. & Kit. ex Willd.
- Campanula macrostyla Boiss. & Heldr.
- Campanula mairei Pau ex Maire
- Campanula marcenoi Brullo
- Campanula marchesettii Witasek
- Campanula mardinensis Bornm. & Sint.
- Campanula massalskyi Fomin
- Campanula medium L.
- Campanula mekongensis Diels ex C.Y.Wu
- Campanula merxmuelleri Phitos
- Campanula micrantha Bertol.
- Campanula microdonta Koidz.
- Campanula mirabilis Albov
- Campanula moesiaca Velen.
- Campanula mollis L.
- Campanula monodiana Maire
- Campanula moravica (Spitzn.) Kovanda
- Campanula morettiana Rchb.
- Campanula munzurensis P.H.Davis
- Campanula × murrii Dalla Torre & Sarnth.
- Campanula myrtifolia Boiss. & Heldr.
- Campanula nakaoi Kitam.
- Campanula nisyria Papatsou & Phitos
- Campanula numidica Durieu
- Campanula nuristanica Rech.f. & Schiman-Czeika
- Campanula occidentalis Y.Nyman
- Campanula odontosepala Boiss.
- Campanula oligosperma Damboldt
- Campanula olympica Boiss.
- Campanula oreadum Boiss. & Heldr.
- Campanula orphanidea Boiss.
- Campanula ossetica M.Bieb.
- Campanula pallida Wall.
- Campanula pamphylica (Contandr., Quézel & Pamukç.) Akçiçek & Vural
- Campanula pangea Hartvig
- Campanula papillosa Halácsy ex Maire & Petitm.
- Campanula paradoxa Kolak.
- Campanula parryi A.Gray
- Campanula patula L.
- Campanula pelia (Halácsy) Hausskn. & Sint. ex Phitos
- Campanula pelviformis Lam.
- Campanula pendula M.Bieb.
- Campanula peregrina L.
- Campanula perpusilla A.DC.
- Campanula persepolitana Kotschy ex Boiss.
- Campanula persicifolia L.
- Campanula peshmenii Güner
- Campanula petiolata A.DC.
- Campanula petraea L.
- Campanula petrophila Rupr.
- Campanula phrygia Jaub. & Spach
- Campanula phyctidocalyx Boiss. & Noë
- Campanula pinatzii Greuter & Phitos
- Campanula pindicola Aldén
- Campanula pinnatifida Hub.-Mor.
- Campanula piperi Howell
- Campanula podocarpa Boiss.
- Campanula pollinensis Podlech
- Campanula polyclada Rech.f. & Schiman-Czeika
- Campanula pontica Albov
- Campanula portenschlagiana Schult.
- Campanula poscharskyana Degen
- Campanula postii (Boiss.) Harms
- Campanula praesignis Beck
- Campanula precatoria Timb.-Lagr.
- Campanula prenanthoides Durand
- Campanula propinqua Fisch. & C.A.Mey.
- Campanula pseudostenocodon Lacaita
- Campanula psilostachya Boiss. & Kotschy
- Campanula ptarmicifolia Lam.
- Campanula pterocaula Hausskn.
- Campanula pubicalyx (P.H.Davis) Damboldt
- Campanula pulla L.
- Campanula pulvinaris Hausskn. & Bornm.
- Campanula punctata Lam.
- Campanula pyramidalis L.
- Campanula pyrenaica A.DC.
- Campanula raddeana Trautv.
- Campanula radicosa Bory & Chaub.
- Campanula radula Fisch. ex Fenzl.
- Campanula raineri Perp.
- Campanula ramosissima Sm.
- Campanula rapunculoides L.
- Campanula rapunculus L.
- Campanula rashtiana Parsa
- Campanula raveyi Boiss.
- Campanula reatina Lucchese
- Campanula rechingeri Phitos
- Campanula reiseri Halácsy
- Campanula retrorsa Labill.
- Campanula reuteriana Boiss. & Balansa
- Campanula reverchonii A.Gray
- Campanula rhodensis A.DC.
- Campanula rhomboidalis L.
- Campanula rimarum Boiss.
- Campanula robertsonii Gamble
- Campanula robinsiae Small
- Campanula romanica Savul.
- Campanula rosmarinifolia Kerr
- Campanula rotundifolia L.
- Campanula rumeliana (Hampe) Vatke
- Campanula rupestris Sm.
- Campanula rupicola Boiss. & Spruner
- Campanula ruscinonensis Timb.-Lagr.
- Campanula sabatia De Not.
- Campanula samothracica (Degen) Greuter & Burdet
- Campanula sarmatica Ker Gawl.
- Campanula sartorii Boiss. & Heldr.
- Campanula sauvagei Quézel
- Campanula saxatilis L.
- Campanula saxifraga M.Bieb.
- Campanula saxifragoides Doum.
- Campanula saxonorum Gand.
- Campanula scabrella Engelm.
- Campanula scheuchzeri Vill.
- Campanula schimaniana Rech.f.
- Campanula sciathia Phitos
- Campanula sclerophylla (Kolak.) Ogan.
- Campanula sclerotricha Boiss.
- Campanula scoparia (Boiss. & Hausskn.) Damboldt
- Campanula scopelia Phitos
- Campanula scouleri Hook. ex A.DC.
- Campanula scutellata Griseb.
- Campanula × segusina Beyer
- Campanula semisecta Murb.
- Campanula seraglio Kit Tan & Sorger
- Campanula serhouchenensis Dobignard
- Campanula serrata (Kit. ex Schult.) Hendrych
- Campanula sharsmithiae Morin
- Campanula shetleri Heckard
- Campanula sibirica L.
- Campanula sidoniensis Boiss. & Blanche
- Campanula simulans Carlström
- Campanula sivasica Kit Tan & B.Yildiz
- Campanula songutica Amirkh. & Komzha
- Campanula sorgerae Phitos
- Campanula sparsa Friv.
- Campanula spathulata Sibth. & Sm.
- Campanula spatulata Sm.
- Campanula speciosa Pourr.
- Campanula spicata L.
- Campanula × spryginii Saksonov & Tzvelev
- Campanula staintonii Rech.f. & Schiman-Czeika
- Campanula stellaris Boiss.
- Campanula stenocarpa Trautv. & C.A.Mey.
- Campanula stenocodon Boiss. & Reut.
- Campanula stenosiphon Boiss. & Heldr.
- Campanula stevenii M.Bieb.
- Campanula stricta L.
- Campanula strigillosa Boiss.
- Campanula strigosa Banks & Sol.
- Campanula suanetica Rupr.
- Campanula sulaimanii Nasir
- Campanula sulphurea Boiss.
- Campanula sylvatica Wall.
- Campanula tanfanii Podlech
- Campanula tatrae Borbás
- Campanula telephioides Boiss. & Hausskn.
- Campanula telmessi Hub.-Mor. & Phitos
- Campanula tenuissima Dunn
- Campanula teucrioides Boiss.
- Campanula thrysoides L.
- Campanula tokurii Ocak
- Campanula tomentosa Lam.
- Campanula tommasiniana K.Koch
- Campanula topaliana Beauverd
- Campanula trachelium L.
- Campanula trachyphylla Schott & Kotschy ex Boiss.
- Campanula transsilvanica Schur ex André
- Campanula trichopoda Boiss.
- Campanula tridentata Schreb.
- Campanula tristis Kitam.
- Campanula troegerae Damboldt
- Campanula trojanensis Kovanda & Ancev
- Campanula × truedingeri Murr
- Campanula tschuktschorum Jurtzev & Fed.
- Campanula tubulosa Lam.
- Campanula tymphaea Hausskn.
- Campanula uniflora L.
- Campanula uyemurae (Kudô) Miyabe & Tatew.
- Campanula vaillantii Quézel
- Campanula velata Pomel
- Campanula velebitica Borbás
- Campanula veneris Carlström
- Campanula versicolor Andrews
- Campanula zangezura (Lipsky) Kolak. & Serdyuk.
- Campanula quercetorum Hub.-Mor. & C.Simon
- Campanula waldsteiniana Schult.
- Campanula wanneri Rochel
- Campanula wattiana B.K.Nayar & Babu
- Campanula wilkinsiana Greene
- Campanula willkommii Witasek
- Campanula witasekiana Vierh.
- Campanula xylocarpa Kovanda
- Campanula yaltirikii H.Duman
- Campanula yildirimlii Kit Tan & Sorger
- Campanula yunnanensis D.Y.Hong

## Korábban e nemzetségbe sorolt fajok
- Adenophora gmelinii (Spreng.) Fisch. (korábban C. coronopifolia Schult. vagy C. gmelinii Spreng.)
- Adenophora khasiana (Hook.f. & Thomson) Collett & Hemsl. (korábban C. khasiana Hook.f. & Thomson)
- illatos csengettyűvirág (Adenophora liliifolia) (L.) Besser (korábban C. liliifolia L.)
- Adenophora triphylla (Thunb.) A.DC. (korábban C. tetraphylla Thunb. vagy C. triphylla Thunb.)
- Azorina vidalii (H.C.Watson) Feer (korábban C. vidalii H.C.Watson)
- Borago pygmaea (DC.) Chater & Greuter (korábban C. pygmaea DC.)
- Legousia pentagonia (L.) Druce (korábban C. pentagonia L.)
- léggömbvirág (Platycodon grandiflorus (Jacq.) A.DC. (korábban C. glauca Thunb. vagy C. grandiflora Jacq.)
- Legousia speculum-veneris A.DC. (korábban C. speculum-veneris L.)
- Triodanis perfoliata (L.) Nieuwl. (korábban C. perfoliata L.)
- Wahlenbergia linarioides (Lam.) A.DC. (korábban C. linarioides Lam.)
- Wahlenbergia marginata (Thunb.) A.DC. korábban C. gracilis G.Forst. vagy C. marginata Thunb.)
- Wahlenbergia undulata (L.f.) A.DC. (korábban C. undulata L.f.)[2]

## Fordítás
- Ez a szócikk részben vagy egészben  a   Campanula című angol Wikipédia-szócikk ezen változatának fordításán alapul.  Az eredeti cikk szerkesztőit annak laptörténete sorolja fel. Ez a jelzés csupán a megfogalmazás eredetét és a szerzői jogokat jelzi, nem szolgál a cikkben szereplő információk forrásmegjelöléseként.